# Nosodendron australe
Nosodendron australe är en skalbaggsart som beskrevs av Fauvel 1903. Nosodendron australe ingår i släktet Nosodendron och familjen almsavbaggar. Inga underarter finns listade i Catalogue of Life.